# Agrotis rufotincta
Agrotis rufotincta är en fjärilsart som beskrevs av Embrik Strand 1916. Agrotis rufotincta ingår i släktet Agrotis och familjen nattflyn. Inga underarter finns listade i Catalogue of Life.